# Копитін Антон Олександрович
Анто́н Олекса́ндрович Копи́тін (нар. 11 липня 1984, Чернігів, УРСР) — український співак, актор. Переможець шоу «Голос країни» 2015.

## Життєпис
Антон Копитін народився в місті Чернігів 11 липня 1984. Працював конферансьє в Чернігівській філармонії.
У 2014 році разом з сім'єю переїхав до Києва, де працював різноробочим.

### Родина
Одружений, виховує трьох дітей

## Кар'єра

### Голос країни
У 2015 році Антон стає учасником відомого вокального шоу «Голос країни».
Антон Копитін дійшов до фіналу проєкту в команді Тіни Кароль, і в підсумку переміг.
Перед оголошенням переможця у фіналі шоу, Тіна Кароль публічно подарувала Антону квартиру.

### Після шоу
Після перемоги Антон записав пісню «Відповідь», яку подарувала йому Тіна Кароль і зняв кліп за допомогою команди ТСН.
Дав виступи в США, Польщі та Молдові. З концертами відвідав всі області України. Разом з Арсеном Мірзояном і Аркадієм Войтюком взяв участь в проекті «Нотер-Дам Де Парі».

## Фільмографія
- 2016 — Конкурсант. Смертоносне шоу — Антон